# Temps et Être
Pour des articles plus généraux, voir Martin Heidegger et La philosophie de Martin Heidegger.
La conférence Temps et Être, en allemand, Zeit und Sein, a été prononcée le 31 janvier 1962 au Studium Generale de l’Université de Fribourg en Brisgau. Elle a été traduite par François Fédier et publiée la première fois en 1968 chez Plon dans L’endurance de la pensée, livre conçu en hommage à Jean Beaufret. Elle a ensuite été reprise en 1976 dans Martin Heidegger, « Questions IV » dans une nouvelle traduction de Jean Lauxerois et Claude Roëls (Gallimard), accompagnée de notes de traduction ainsi que du protocole du séminaire sur ladite conférence qui s'est tenue, la même année, à Todnauberg en Forêt Noire du 11 au 13 septembre 1962. Ce titre de « Temps et Être » fait référence, trente-cinq ans après à la troisième section du livre Être et Temps, qui élaborée mais non satisfaisante aux yeux de l'auteur fut purement et simplement détruite. Toutefois ce que contient aujourd'hui le texte de la conférence, en raison du délai et de l'évolution de la pensée d'Heidegger, ne peut plus être mis en connexion directe avec Être et Temps (note en exergue du traducteur).

## Projet
Être et Temps se donnait pour but de reprendre la question « du sens de l'être » en général et non pas seulement la signification temporelle du Dasein à laquelle elle semble de prime abord s'être arrêtée. « Après avoir montré que le temps est l'horizon de toute compréhension de l'être le projet consistait à faire apparaître en retour-dans la troisième section- que l'être est compris à partir du temps dans tous ses modes, et donc asseoir son caractère «temporal ». Dans la mesure où « Temps et être » (Zeit und Sein) est le titre que Heidegger prévoyait de donner à la troisième section de Sein und Zeit, la conférence peut apparaître en quelque sorte comme, le contre-point et la répétition de l’ouvrage de 1927 estime Arthur Cebal.
Au moment d'Être et Temps, souligne Marlène Zarader, Heidegger n'aurait pas réussi à démontrer sa thèse « il avait choisi d'analyser l'existence de l'homme pour y trouver la réponse à ce que être veut dire ; il a bien analysé, de manière magistrale, l'existence de l'homme, il n'a pu, à partir de là, franchir le pas qui devait le mener à l'être ».
« La temporalité authentique était définie dans Être et temps à partir du phénomène originaire de l’avenir, la conférence met en avant le sens de l’être comme donation en présence ». On voit à partir de là tout ce qui sépare la pensée de 1927 de celle de 1962.
En fin de son travail consacré à la continuité entre « Être et Temps » et la conférence « Temps et Être », Pegoraro Olinto fait appel au concept d'Imagination transcendantale tel que celui-ci fut reçu et retravaillé dans le Kant et le problème de la métaphysique.
Le Protocole du Séminaire engage l'explicitation de la conférence selon trois perspectives : « son intention fondamentale, le rapport de la conférence à la pensée d'Heidegger et à la philosophie en général ».

## Développement
Face au paradoxe qui veut que l'être a besoin du temps pour être déterminé et réciproquement que le temps a besoin de l'être, Heidegger commence par s'interroger sur ce qui unit l'être et le temps (p. 194). « La conférence questionne tout d'abord sur ce qui est le propre de l'être, puis sur ce qui est le propre du temps ». Devant un étant quelconque nous ne disons pas l'être est, le temps est, mais il y a être, et il y a temps déportant ainsi le problème vers la signification de l'expression « Il-y-a ».
La Conférence se poursuit par l'examen de cet « Il-y-a » qu'elle aborde selon trois perspectives : ce que veut dire « être », ce que veut dire « temps » et qu'en est-il de ce « Il » qui donne à la fois sens et être (p. 198). Questionnant sur ce qui est le propre de l'être, tout l'effort de la conférence tend à détacher l'être de l'étant,, puis sur ce qui est le propre du temps, il s'avère selon ce qu'en dit le Protocole : « l'être aussi bien que l'étant ne sont pas ». Le « Il » est d'abord interprété dans la perspective du « donner » puis dans la perspective de cela qui donne.

### L'être comme entrée en présence
Heidegger commence par rappeler que, depuis l'antiquité l'« être » est compris comme « déploiement en présence », en allemand  Anwesen, en grec parousia, παρουσία   avec l'idée de mouvement d'éclosion.
Heidegger détaille les modes du se « déployer en présence » effectivement recensés dans l'histoire de la métaphysique : « L'Un unique, unifiant d'Héraclite, en tant que Logos comme recueillement sauvegardant le Tout, en tant qu'idea, ousia, anergia, substantia, actualitas, perception, monade, en tant qu'objectivité, volonté de puissance, volonté de volonté ». L'histoire de l'être n'est qu'une manière dont il y a : « être » (p. 202). Cette déclinaison des modes d'être est suivie d'une méditation sur le caractère « destinal » de ces modes. Avec la domination universelle de la Technique moderne, l'être prend le sens de « stock disponible », qui interpelle tous les habitants de la terre, pour déboucher sur ce qu'Heidegger appelle la « Machenschaft » (p. 200). Avec la  Machenschaft  il s'agit de saisir l'essence de notre civilisation technicienne qui s'applique à « résoudre tous les problèmes dans l'affairement de tous les instants [...] affairement qui s'impose comme le nouvel impératif catégorique ».

### Le propre du temps
Françoise Dastur écrit : « Lorsque nous déterminons le « propre du temps », à partir du présent, nous comprenons habituellement celui-ci au sens de « maintenant » et non pas au sens de l'« entrée en présence » » en perdant le sens de mouvement au bénéfice exclusif de l'étant.
Heidegger remarque que lorsque nous méditons sur l'expression : « entrée en présence », correspondant à l'allemand, Anwesen, cet Anwesen, prend en plus, une tournure particulière si nous prenons en compte le phénomène de l'« absence » et nous ne limitons pas seulement à la présence concrète et manifeste. Ce phénomène de l'absence « être-passé » ou « être à-venir » représente, tout aussi bien, un « déploiement en présence » de l'être, différent, mais parfois plus intense plus élevée que la pure et simple présence (p. 201). Alain Boutot, dans son Que-sais-je ? résume ainsi son propos : « l'être n'est pas. De l'être « Il y a » en tant que « déploiement » de présence [...] Le présent n'est pas le simple maintenant, mais désigne l'« entrée en présence », de toutes les choses présentes ». Parfois les choses ou êtres absents sont plus présents que les objets véritablement présents « La présence d'un absent n'est pas seulement son souvenir, mais en quelque sorte son « habitation » ». Dans cette « entrée en présence » les choses futures ou passées font à leur manière mouvement dans le présent, alors que la tradition métaphysique ne les conçoit que comme « choses en mémoire » et « projet » c'est-à-dire sans substance réelle, sans « être » :  « Le passé, loin d'être le pur et simple révolu, désigne le mouvement à la faveur duquel tout ce qui a été surgit dans la présence ».Heidegger précise : « l'absence aussi vient à nous comme ce qui nous regarde » (p. 209), l'absence de l'« avoir-été » comme l'absence du non-encore-présent « sur le mode du déploiement à notre rencontre, entendu au sens du « venir-sur-nous » de l'avenir »  (p. 210). Ici Heidegger s'interroge « comment faut-il déterminer ce don d'être qui joue dans le présent, dans l'avoir-été et dans l'avenir ? »(p. 210).
Dans la conférence de 1962, Heidegger reprend à Husserl le mot grec epokhè pour l’appliquer aux « époques de la destination de l’être ». La suite des « époques » n'est pas plus, dans son déploiement, contingente que nécessaire écrit Heidegger (p. 203). L'initiale époque où l'être était compris comme ousia « être entré en présence » ou en allemand Anwesenheit est recouverte de plus en plus de diverses manières (p. 203).
Jusqu'ici le destin de l'être, ses modes successifs, n'était envisagé que comme un processus historique. C'est en vain même que Être et Temps tentait d'échapper à l'historicité du Dasein pour penser le « destinement » de l'être lui-même reconnaît Heidegger (p. 204).

### L'Il y a
Ce qui, depuis l'origine, anime Heidegger c'est la vieille question du « pourquoi y-a-t-il quelque chose plutôt que rien », autrement dit celle du sens de l'« Il-y-a ». C'est cette question « qui donne son impulsion à la conférence Temps et Être : puisque de l'être nous ne pouvons dire qu'il est, mais qu'il y a être, puisque le temps lui-même n'est rien de temporel, mais qu'il y a temps [...], il faudra donc que se montre la manière dont il y a être et dont il y a temps » écrit Philippe Arjakovky.
Pour penser le « Il » de l' il y a qui donne l'être, Heidegger, porte son regard vers le temps (p. 206). À partir de cette méditation sur le temps, Heidegger envisage (p. 208) une nouvelle caractérisation de l'homme comme « celui qui regarde la venue à lui de l'état de présence, celui qui à partir de cette venue à lui, déploie sa propre présence et à sa manière, vient lui-même à être pour tout ce qui entre en présence et pour tout ce qui en sort » et il ajoute : « si l'homme n'était pas constamment celui qui accueille la donation venant du « Il y a », la παρουσία  , si ce qui ce qui est dirigé et tendu vers lui n'atteignait pas l'homme [...] celui-ci resterait exclu du règne du « Il y a ». L'homme ne serait pas homme [...] Mais tout aussi bien, l'« absence » vient à nous comme ce qui nous regarde(p208-209) ».
Le rapport réciproque et simultané du « non encore présent » et de l'« avoir-été » porte et produit, selon Heidegger, le présent (p. 210). Pour Heidegger, la simultanéité et la réciprocité évoquée est étrangère à la conception triviale du temps, car le temps lui-même n'a rien de temporel (p. 211). L'unité est à rechercher ailleurs dans « ce qui leur est propre et à partir de ce qu'ils se portent les uns aux autres »(p. 211). Heidegger conçoit cette unité comme originaire, « l'unité des trois dimensions temporelles repose dans le jeu par lequel chacune se tient et se tend pour chacune »(p. 213). Pour caractériser cette dimension originaire, Heidegger parle d'« Ouvert » ou d'« espace libre du temps »(p. 211).
Heidegger reviendra (p. 215) sur le Il qu'il faut éviter de comprendre comme une puissance donatrice. « Il y a » dans ce cas n'est pas une proposition mais une simple contrainte linguistique transmise par les grammairiens gréco-romains (p. 218).

### L'Ereignis
À cette étape de la conférence apparaît la notion fondamentale d'Ereignis, que l'on retrouvera en 1989, avec la publication du livre maître des « traités impubliés », les Beiträge zur Philosophie (Vom Ereignis). Ce terme nommerait enfin le lien recherché entre « l'être et le temps » aussi bien dans Être et temps que dans la conférence de 1962.
L'Ereignis ou Avenance selon la traduction de François Fédier n'est pas, pour Heidegger, une déclinaison nouvelle dans la suite des interprétations de l'être. « L'Ereignis [...] longuement abordé dans la conférence « Temps et être » n’apparaît que dans la deuxième partie du texte -, ce terme désigne le pur mouvement de dispensation de l’être en son retrait et la co-propriation (Er-eignis) originaire de l’être et du temps et de l’être et de la pensée »,.
Heidegger interroge encore le sens originaire de cette unité des trois modes du temps qui « réserve chaque fois une manière propre d'avancer dans l'être »(p. 212). Aucun de ces modes ne doit prévaloir sur l'autre (p. 213). Le temps véritable devient alors quadridimensionnel, la quatrième serait celle qui déterminerait et accorderait tout. L'unité des trois dimensions temporelles repose dans le jeu par lequel chacune se tient et se tend pour chacune (p. 213)
« Mais où y a-t-il le temps et l'« espace libre du temps » », feint de s'interroger Heidegger , alors qu'il ne nous est plus permis de demander après un « où », après un « lieu »(p. 214). Même s'il n'il n'y a pas de temps sans l'homme, l'homme n'est en aucune manière donateur du temps (p. 214). Le temps véritable a toujours déjà atteint de son règne l'homme en tant que tel et de façon qu'il ne peut être homme qu'en se tenant au cœur de la triple avancée de l'être (p. 215).
Heidegger conclut sa conférence par un long et complexe développement sur l'Ereignis. En interrogeant sur l'Ereignis, nous paraissons exiger un renseignement sur l'être de l'Ereignis, mais il semble qu'une réponse soit impossible reconnaît Heidegger (p. 220). Notre commentaire s'essoufle devant la complexité des dernières pages. Mëme le conférencier, rapporte Marc Froment-Meurice, parle « d'un dire qui se brise. La conférence n'a parlé qu'en énoncés de propositions ».
« Temps et être » se révèle alors comme la « répétition » de Sein und Zeit en direction de l’an-historialité du rapport entre être « et » temps, là où l’ouvrage de 1927, dont la Lettre sur l'humanisme pointait le langage métaphysique, se trouvait encore pris dans la clôture de l’Histoire.